# Žerotín (ort i Tjeckien, Olomouc)
Žerotín är en ort i Tjeckien.   Den ligger i regionen Olomouc, i den östra delen av landet, 200 km öster om huvudstaden Prag. Žerotín ligger 230 meter över havet och antalet invånare är 454.
Terrängen runt Žerotín är platt åt sydväst, men åt nordost är den kuperad.Runt Žerotín är det tätbefolkat, med 257 invånare per kvadratkilometer. Närmaste större samhälle är Olomouc, 15,1 km söder om Žerotín. Trakten runt Žerotín består till största delen av jordbruksmark.